# منتخب إريتريا لكرة السلة
منتخب إريتريا لكرة السلة هو ممثل إريتريا الرسمي في المنافسات الدولية في كرة السلة
.